# Джонсон, Кэти (тренер по фигурному катанию)
Кэти Джонсон (англ. Kathy Johnson) — канадский тренер по фигурному катанию, известная по работе с олимпийским чемпионом Патриком Чаном. Джонсон работала со знаменитым фигуристом в течение четырёх лет в качестве тренера, а также помогала ставить программы и до того, как вступила в эту должность.

## Тренерская карьера
Кэти Джонсон стала тренером Патрика Чана весной 2012 года, являясь инструктором по современному танцу. Это случилось после того, как по окончании сезона 2011/2012 предыдущий тренер, американка Кристи Кролл решила прекратить сотрудничество с Чаном, что стало для него самого большой неожиданностью. Во время работы с Кэти, Патрик Чан стал двукратным серебряным призёром Олимпийских игр в Сочи, а также выиграл чемпионат мира в 2013 году. После того, как в Сочи не удалось выиграть «золото», канадец взял перерыв в карьере, а после возвращения через в 2015 году, выиграл чемпионат четырёх континентов, впервые в карьере набрав больше 200 баллов на официальных соревнованиях ИСУ в произвольной программе. После чемпионата мира в Бостоне, где Патрик Чан занял пятое место, Кэти Джонсон прекратила сотрудничество с канадцем, при этом он решил некоторое время выступать без тренера.
Патрик Чан отмечал, что Кэти помогала ему ставить многие из его программ. Так, летом 2017 года он рассказал о короткой программе на олимпийский сезон, которая была поставлена под композицию «Dust in the Wind» группы Kansas (тогда Патрик уже работал с другим тренером, Мариной Зуевой), и эту программу он задумывал давно, ещё при работе с Джонсон.